# Ban-de-Sapt
Ban-de-Sapt là một xã, nằm ở tỉnh Vosges trong vùng Grand Est của Pháp. Xã này có diện tích 22,66 km², dân số năm 1999 là 370 người. Xã này nằm ở khu vực có độ cao trung bình 550 m trên mực nước biển. 

## Dân số
| Năm    | 1801 | 1830 | 1839 | 1845 | 1848 | 1859 | 1863 | 1867 | 1880 | 1887 |
| ------ | ---- | ---- | ---- | ---- | ---- | ---- | ---- | ---- | ---- | ---- |
| Dân số | 1283 | 1388 | 1505 | 1519 | 1524 | 1466 | 1397 | 1401 | 1441 | 1349 |

## Biến động dân số
| 1962                                         | 1968 | 1975 | 1982 | 1990 | 1999 |
| -------------------------------------------- | ---- | ---- | ---- | ---- | ---- |
| 244                                          | 294  | 259  | 301  | 319  | 370  |
| Số liệu từ năm 1962: Dân số không tính trùng |      |      |      |      |      |